# Карола Блум
Каро́ла Блум (16 листопада 1962 , Берлін ) — німецька політична діячка, член Палати депутатів Берліну і Сенату Берліну.

## Життєпис
Карола Блум народилася в Східному Берліні. І мати, і батько Кароли були правниками. Вона виросла у «відкритій академічній сім'ї», де «повсякдень відбувалися дебати». Як заявила Блум, пізніше це відбилося на її рішення почати політичну кар'єру.
1981 року Блум вступила до лав Соціалістичної єдиної партії Німеччини і незабаром після цього стала кандидаткою на місцеву політичну посаду. При цьому вона вважала несправедливою однопартійну східнонімецьку систему. Вона отримала професійну освіту в школі 1982 року. З 1982 до 1987 року відвідувала Берлінський університет імені Гумбольдтів. Мати Кароли була категорично проти її вибору кар'єри, однак вона до неї не прислухалася. В університеті Карола вивчала соціалізм і марксизм-ленінізм. 1987 року Блум отримала науковий ступінь.
1985 року народила дочку. У 1987–1991 роках працювала науковою співробітницею в Інституті соціалістичного управління економікою при Берлінській економічній академії («Школа економіки в Берліні»).
Після возз'єднання Німеччини, Блум стала членом палати депутатів Берліну, яка тепер стосувалася як Східного, так і Західного Берліну. З 2009 до 2011 була членом Сенату Берліна.